# Дьяконов, Павел Павлович
Па́вел Па́влович Дья́конов (1878—1943) — русский генерал, военный агент в Великобритании, советский разведчик, масон.

## Биография
Родился 22 января (3 февраля) 1878 года в Москве в семье офицера. Учился в Московской практической академии коммерческих наук; 6 октября 1895 года поступил на службу вольноопределяющимся в Киевский 5-й гренадерский полк, затем учился в Казанском пехотном юнкерском училище, окончил с отличием в 1899 году, выпущен подпоручиком в 1-й Екатеринославский лейб-гренадерский полк. Участвовал в русско-японской войне. В 1905 году окончил Николаевскую академию Генерального штаба по 1-му разряду, с 31 октября 1905 года отбывал цензовое командование ротой в 1-м Екатеринославском лейб-гренадерском полку, с 10 января 1907 года — обер-офицер для поручений при штабе Приамурского военного округа, с 24 января 1910 года — старший адъютант штаба 15-й кавалерийской дивизии, с 11 февраля 1911 года — и. д. помощника делопроизводителя Главного управления Генерального штаба, 6 декабря 1911 года в должности утверждён, с 15 июня 1914 года — штатный преподаватель наук в Академии Генерального штаба. В июле 1914 года был назначен помощником военного агента в Великобритании, при этом было учтено его знание английского, немецкого и французского языков.

### Первая мировая война
С началом Первой мировой войны, по собственной просьбе, перевёлся в действующую армию, был назначен старшим адъютантом отделения генерал-квартирмейстера штаба армии, с 16 января 1915 года — и. д. начальника штаба 7-й Сибирской стрелковой дивизии, участвовал в Мазурском сражении, за которое был награждён Георгиевским оружием (1915). С 21 января 1916 года — командир 2-го Особого пехотного полка Экспедиционного корпуса, участвовал в битве при Вердене, за которую был награждён орденом Почётного легиона и двумя французскими Военными крестами.
В сентябре 1917 года назначен военным агентом в Великобритании, занимал эту должность до закрытия военного представительства 1 мая 1920 года, затем эмигрировал в Париж (воспользовался правом кавалера ордена Почётного легиона на получение французского гражданства).

### Деятельность в эмиграции
В 1924 году были установлены дипломатические отношения между Великобританией и СССР, Дьяконов обратился к Советским властям с предложением использовать его в качестве военного атташе в Великобритании, но ему было отказано. Однако ему было предложено сотрудничество с советской внешней разведкой (ИНО ОГПУ), в марте 1924 года (по другим данным, в мае 1924 года) он согласился. Выполняя задания ИНО, он наладил связи с некоторыми белоэмигрантскими организациями и французскими спецслужбами. В мае 1924 года вступил в Корпус Императорской армии и флота (КИАФ) великого князя Кирилла Владимировича, стал одним из его руководителей — был назначен начальником парижского округа Корпуса.
С 1928 года участвовал в оперативной игре ИНО ОГПУ, целью которой была дезорганизация Русского общевоинского союза и уничтожение его лидеров. В рамках этой игры Дьяконов свёл лидера РОВСа — генерала А. П. Кутепова с лидером якобы существующей в СССР антибольшевистской группировки — Внутренней русской национальной организации (ВРНО) (на самом деле советским агентом). Деятельностью РОВСа и генерала Кутепова был обеспокоен и великий князь Кирилл, он тоже дал Дьяконову задание разведать планы Кутепова. Кульминацией оперативной игры стало похищение генерала Кутепова 26 января 1930 года в Париже агентами советской разведки. Дьяконов лично участвовал в операции — накануне, 25 января он направил Кутепову записку с предложением о встрече, чем заманил его в засаду. В белоэмигрантских кругах исчезновение Кутепова связали с деятельностью Дьяконова, об этом прямо написала белоэмигрантская газета «Возрождение», но Дьяконов подал на газету в суд и в ходе процесса сумел доказать, что даже не был знаком с Кутеповым. Газета была вынуждена принести извинения.
Участвовал и в других оперативных мероприятиях ИНО ОГПУ, в том числе сыграл важную роль в аресте французскими властями руководителя организации младороссов А. Л. Казем-Бека. Дьяконов поставлял в СССР важную информацию о деятельности КИАФа и французской военной разведки.
Во время Гражданской войны в Испании, в марте 1937 года прибыл в Испанию в качестве военного корреспондента, выезжал на линию фронта у Мадрида и Арагона. На самом деле выполнял специальные задания ИНО.
Перед началом Второй мировой войны, по заданию советской разведки, оказал помощь французским спецслужбам в выявлении сторонников Германии в среде русской эмиграции, что привело к высылке из Франции большой группы белоэмигрантов во главе с генералом А. В. Туркулом. За это Дьяконов был награждён грамотой от французского правительства.
В 1940 году немцы оккупировали Францию, Дьяконов вместе с дочерью был арестован сотрудниками гестапо, больше всего немцев интересовала его деятельность в Испании. Под арестом он пробыл 43 дня. На тот момент ему и его дочери уже было предоставлено советское гражданство, Народный комиссариат иностранных дел СССР потребовал от германских властей незамедлительно освободить арестованных во Франции советских граждан. Дьяконов был выпущен, и в конце 1940 года уехал из Франции.

### Возвращение на Родину
В мае 1941 года эмигрировал в СССР вместе с дочерью. С началом Великой Отечественной войны Дьяконов и его дочь были арестованы, как лица недавно вернувшиеся из-за границы, по подозрению в поддержании связи с иностранными разведками и шпионаже против СССР. Дьяконов написал письмо на имя Наркома внутренних дел:

За 17 лет заграничной работы мне пришлось выполнить много ответственных заданий. За эту работу я получал только благодарности. В голове моей не укладывается, как могли меня всерьез подозревать в преступной деятельности против родины. Излишне говорить, какую нравственную боль мне причинило такое подозрение.— Антонов В., Карпов В. Тайные информаторы Кремля. Нелегалы.
Начальник внешней разведки НКВД П. М. Фитин направил в следственные органы рапорт, где указал, что Дьяконов и его дочь известны Первому управлению НКВД и оно считает необходимым их освободить. В октябре 1941 года Дьяконов был освобождён, проживал в Ташкенте, потом в Кара-Суу (Киргизская ССР), работал в райпотребсоюзе. В ноябре 1942 года заболел, сопровождая в Москву эшелон с грузом для РККА.
Умер 28 января 1943 года в больнице на станции Челкар (Казахская ССР).

## Членство в масонских организациях
Посвящён 18 января 1934 года в парижской ложе «Юпитер» № 536 (Великая ложа Франции), 5 июля 1934 года возвышен в степень подмастерья, 15 ноября 1934 года возведён в степень мастера-масона. В 1935 году — казначей ложи, в 1936 году — второй страж, в 1937 году — первый страж. В 1936—1937 годах представлял ложу в совете «Объединения русских лож». 1 января 1938 года вышел в отставку из ложи.
Посвящён в степень Тайного мастера (4 градус ДПШУ) 8 апреля 1936 года, в ложе совершенствования «Друзья любомудрия». Исключён из всех масонских организаций 28 декабря 1939 года.

## Семья
Дочь — Мария

## Чины
- подпоручик — (старшинство (ст.) от 14.02.1899)
- поручик — (ст. от 14.02.1903)
- штабс-капитан — (ст. от 04.08.1900)
- капитан — (ст. от 28.05.1905)
- подполковник — (ст. от 22.04.1907)
- полковник — 06.12.1914 (ст. от 06.12.1914; на 03.01.1917 ст. установлено от 06.12.1913)
- генерал-майор — 04.09.1917

## Награды
- Орден Святого Станислава 3-й степени (1907);
- Георгиевское оружие (ВП 21.06.1915) — за то, что исполняя обязанности начальника штаба корпуса[3], а потом и группы корпусов, неоднократно находясь под огнём противника и подвергая свою жизнь явной опасности, своей самоотверженной деятельностью и верною оценкою слагавшейся обстановки в значительной мере способствовал успеху боя под г. Лыком 31 января 1915 года и действительно содействовал благополучному выводу войск из крайне тяжёлой обстановки за линию р. Бобра[4][5].
- Орден Святой Анны 4-й степени (1916);
- Орден Святой Анны 3-й степени с мечами и бантом (1916).

Франция:
- Офицер Ордена Почётного легиона
- два Военных креста

## Сочинения
В эмиграции публиковался в журнале «Иллюстрированная Россия».